# Reinhartswinkl
Reinhartswinkl ist ein Ortsteil der Gemeinde Altenthann im Oberpfälzer Landkreis Regensburg (Bayern).

## Geografische Lage
Der Weiler Reinhartswinkl liegt in der Region Regensburg, ungefähr eineinhalb Kilometer nordwestlich von Altenthann.

## Geschichte
1267 wurde Reinhartswinkl erstmals schriftlich erwähnt als es vom Hochstiftsministerialen Konrad von Hohenfels an das Hochstift Regensburg abgetreten wurde wegen der Übereignung hochstiftischer Lehensgüter an das Katharinenspital Regensburg.
Dadurch kam Reinhartswinkl in die Zugehörigkeit zu Donaustauf, das die nächstgelegene hochstiftische Organisation war. Stingelheim zu Kürn war nach 1606 Besitzer von Reinhartswinkel, der es 1680 an Georg Konrad von Lechfeld zu München verkaufte.
Zum Stichtag 23. März 1913 (Osterfest) gehörte Reinhartswinkl zur Pfarrei Altenthann und hatte zwei Häuser und 12 Einwohner.
Am 31. Dezember 1990 hatte Reinhartswinkl 7 Einwohner und gehörte zur Pfarrei Altenthann.